# Austendike
Austendike – wieś w Anglii, w hrabstwie Lincolnshire. Leży 60 km na południowy wschód od Lincoln i 141 km na północ od Londynu.